# Oliniaceae
Famille
Classification APG II (2003)
Classification APG III (2009)
Les Oliniaceae (les Oliniacées en français) sont une famille de plantes à fleurs dicotylédones de l'ordre des Myrtales. Elle comprend dix espèces du genre Olinia (en).
Ce sont des petits arbres ou des arbustes très branchus, à feuilles opposées, des régions subtropicales à tropicales, originaires d'Afrique de l'ouest et Afrique australe.

## Étymologie
Le nom vient du genre Olinia, nommé en l'honneur Johan Henrik Olin (1769-1824), botaniste suédois, élève de Carl Peter Thunberg surnommé « Père de la botanique sud-africaine » et le « Linné japonais ».

## Classification
En classification phylogénétique APG III (2009) cette famille est invalide ; ce genre est incorporé dans la famille Penaeaceae.